# Euseius insanus
Euseius insanus är en spindeldjursart som först beskrevs av Muhammad Sharif Khan och Mohammad Nazeer Chaudhri 1969.  Euseius insanus ingår i släktet Euseius och familjen Phytoseiidae. Inga underarter finns listade i Catalogue of Life.